# Kerkhof van Autheux
Autheux Churchyard is een begraafplaats gelegen in de plaats Autheux in het Franse departement Somme. De militaire graven worden onderhouden door de Commonwealth War Graves Commission.
De begraafplaats telt 1 geïdentificeerd Gemenebest graf uit de Eerste Wereldoorlog.